# Changminia
Genre
Changminia est un genre d'araignées aranéomorphes de la famille des Pholcidae.

## Distribution
Les espèces de ce genre se rencontrent en Chine et en  Thaïlande.

## Liste des espèces
Selon World Spider Catalog (version 23.0, 01/03/2022) :
- Changminia dao Yao & Li, 2022
- Changminia huangdi (Tong & Li, 2009)

## Systématique et taxinomie
Ce genre a été décrit par Yao et Li en 2022 dans les Pholcidae.

## Étymologie
Ce genre est nommé en l'honneur de Chang-min Yin.

## Publication originale
- Chu, Yao, Wongprom & Li, 2022 : « Changminia gen. nov., a new genus of daddy-long-leg spiders (Araneae: Pholcidae) from karst caves in Southeast Asia. » Zootaxa, no 5092(2), p. 238-246.